# Відманштеттенові фігури

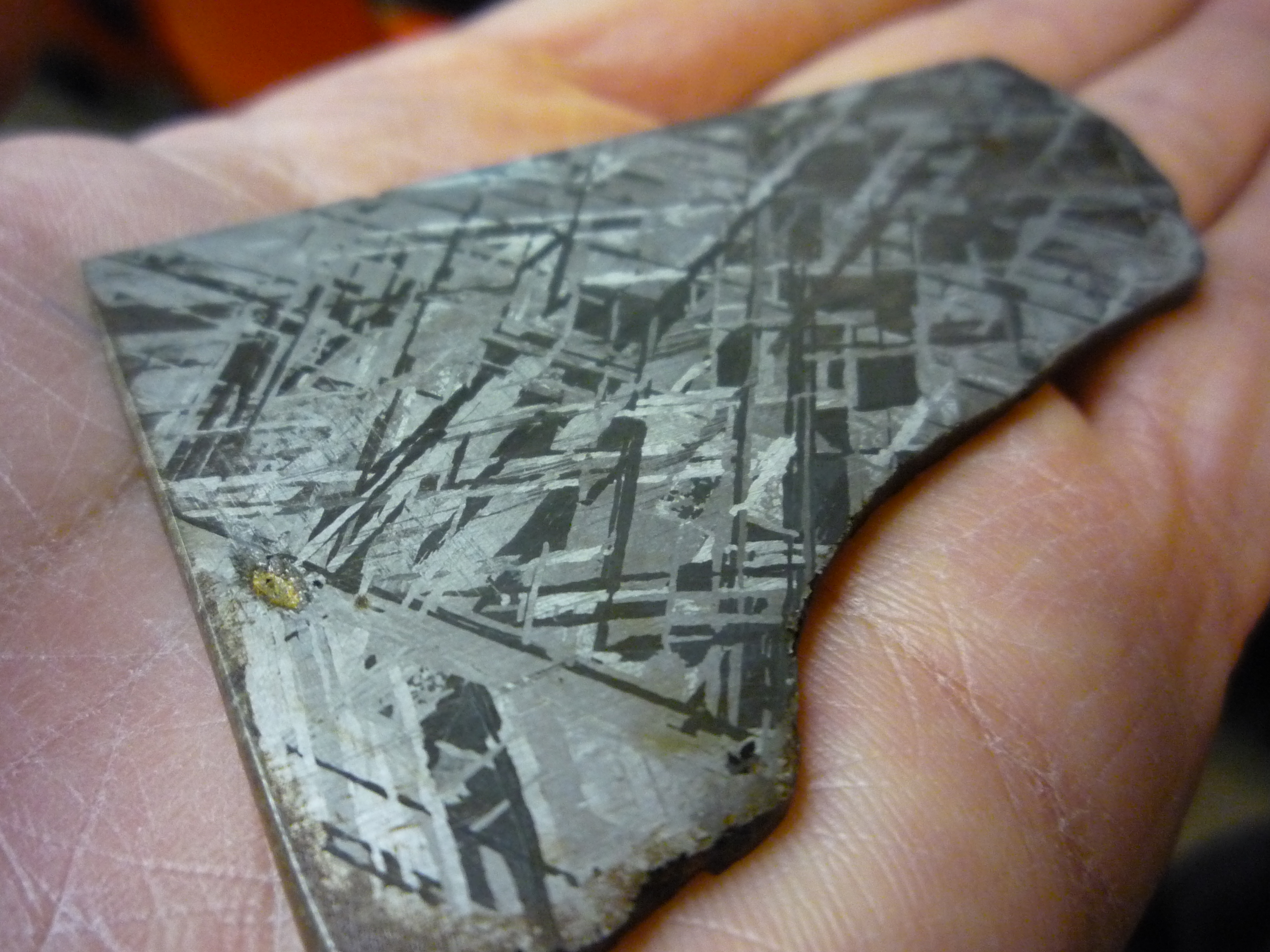
Відманштеттенова структура

Відманштеттенові фігури чи відманштеттенові структури — (у металознавстві), різновид металографічної структури сплавів, що вирізняється геометрично правильним розташуванням окремих складників структури у вигляді пластин або рейок.
Відманштеттенові структури вперше виявили, незалежно один від одного, англійський учений Вільям (Гільєльмо) Томсон (не плутати з більш відомим лордом Кельвіном) і австрійський учений А. Відманштеттен на початку XIX століття, під час вивчення залізо-нікелевих метеоритів.
Цей характерний геометричний малюнок (штриховий узор) з'являється на поверхні октаедритів після полірування й обробки розчином кислоти. Ці фігури утворюються внаслідок взаємного проростання кристалів двох різних форм залізо-нікелевого сплаву – камаситу й теніту.
Термін «відманштеттенова структура» застосовувався для характеристики структури сильно перегрітої або литої сталі, в якій з аустеніту виділяється надлишковий ферит і розташовується вздовж октаедричних площин кристалів аустеніту; наразі термін також вживається для опису інших геометрично впорядкованих структур у сплавах. Виникнення таких структур пояснюється тим, що при вторинній кристалізації й перекристалізації в твердому стані пластинчаста або голчаста форма утворюють структуру кристалів і зчленування їх певними, подібними за атомною будовою, площинами забезпечують мінімальну величину пружної та поверхневої енергії.

## Інтернет-ресурси
- Widmannstätten figures on the Gibeon Iron-Meteorite